# Power Station (estudios de grabación)

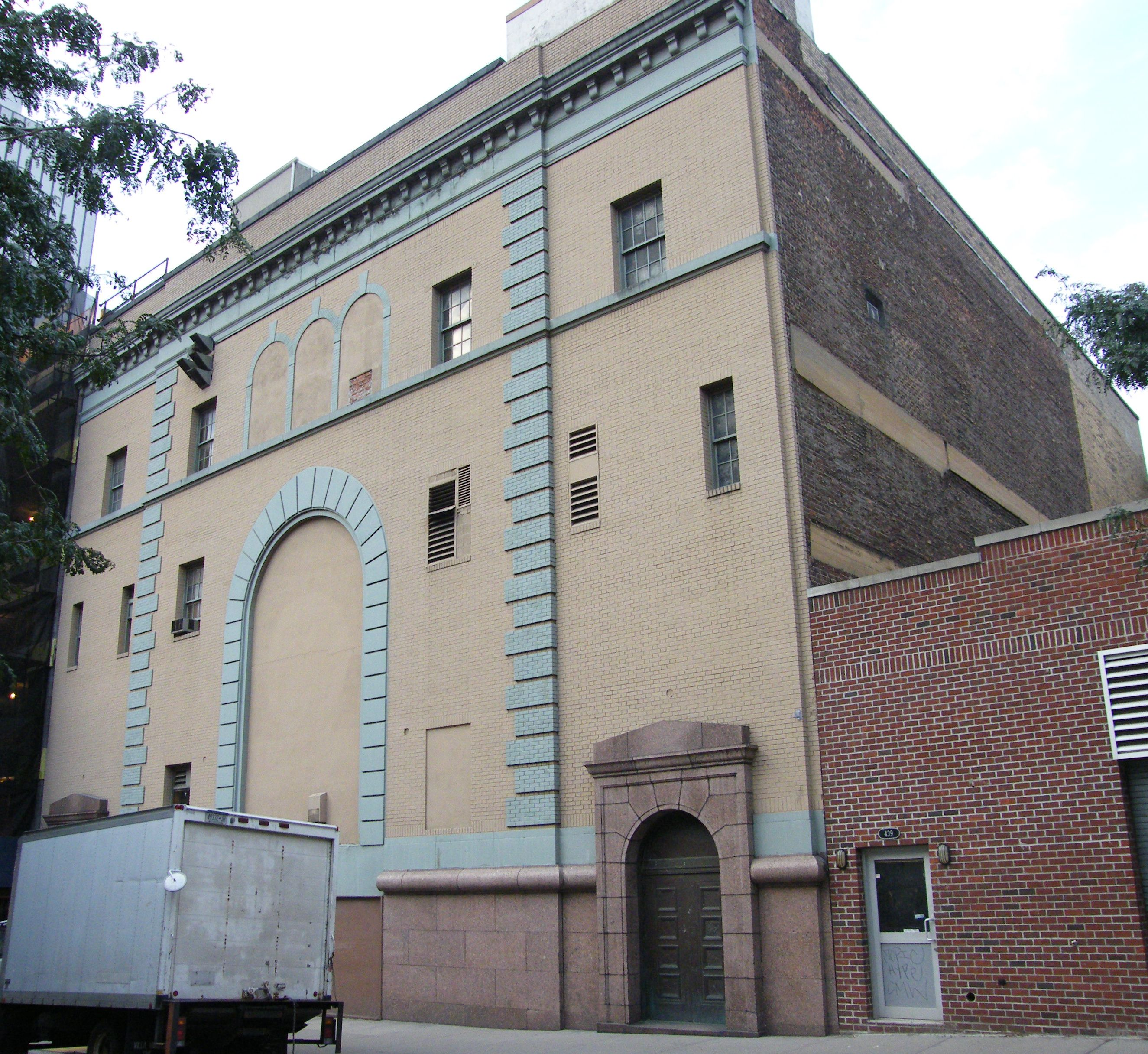
Avatar Studios en 2009

Power Station en BerkleeNYC, abreviado como Power Station y anteriormente conocido como Avatar Studios (1996–2017) y The Power Station (1977-1996), es un estudio de grabación ubicado en Manhattan (Nueva York, Estados Unidos). El edificio contiene cinco espacios de estudio: A, B, C, G y E, así como un teatro de caja negra.

## Historia
El edificio era originalmente una central de energía propiedad de Consolidated Edison. En 1977, fue reconstruido como estudio de grabación por el productor Tony Bongiovi y su socio Bob Walters. El complejo pasó a llamarse Avatar Studios (bajo Avatar Entertainment Corporation) en mayo de 1996. En 2017, los estudios volvieron a llamarse Power Station, por acuerdo especial con Berklee NYC. El estudio reabrió en 2020 después de un renovación completa, manteniendo los espacios de estudio.
En 1995, Sonalysts, que había comenzado como una empresa de investigación de acústica subacuática, obtuvo la licencia del diseño y los derechos de denominación de Power Station de Bongiovi y Walters. La empresa construyó una réplica perfecta del estudio A original en Waterford (Connecticut), como parte de la nueva Power Station New England.

## Músicos y bandas
Los principales artistas que han grabado allí incluyen la banda The Power Station, que lleva el nombre del propio estudio. El álbum de 2016 de Sting, 57th & 9th, lleva el nombre de la intersección que cruzaba todos los días para llegar al estudio. Otros artistas que han trabajado en el estudio son Walter Becker, The Kinks, Bob Dylan, Arctic Monkeys, Aerosmith, Baltimora, Chic, Counting Crows, The Clash, Kings of Leon, Marc Anthony, Tony Bennett, Michael Brecker, Devo, Eric Clapton, Bon Jovi, Dire Straits, Duran Duran, Dream Theater, Bruce Springsteen, John Lennon, Billy Joel, Throwing Muses , Serge Gainsbourg, The Strokes, The Cribs, Bryan Adams, Bernadette Peters, Sister Sledge, Pat Metheny, Keith Jarrett Trio, Neil Young, Jaco Pastorius, Harry Connick Jr., Iggy Pop, Madonna, Journey, Muse, George Michael, Betty Carter, Sum 41, John Mayer, Moby, Vanessa Williams, Blondie, Michael Stanley, Joan Jett, David Bowie, The Last Shadow Puppets, The Rolling Stones, Trey Anastasio, Helix, Gang Starr, Stevie Ray Vaughan, Weather Report, Jon Batiste, Vampire Weekend, Lady Gaga, Carly Simon y Roxy Music.